# Mecistogaster martinezi
Mecistogaster martinezi är en trollsländeart som beskrevs av Machado 1985. Mecistogaster martinezi ingår i släktet Mecistogaster och familjen Pseudostigmatidae. Inga underarter finns listade i Catalogue of Life.